# Отель-Дьё (Лион)
Оте́ль-Дьё де Лио́н (фр. Hôtel-Dieu de Lyon — «Лионский Божий дом») — историческая больница в Лионе и комплекс зданий, в которых она расположена. В 2011 году признана историческим памятником. В настоящее время медицинские службы из здания выведены и ведётся реновация здания для превращения его в торгово-офисный и гостиничный комплекс.

## История
Время появления первых «Божьих домов» точно не известно. Первоначально они служили в качестве временного приюта для паломников и путешественников, то есть выполняли более гостиничную, чем медицинскую роль. Первые такие пристанища располагались или в церквах, или в непосредственной от них близости с целью дать возможность странствующим присутствовать на службах.
Согласно легенде, первый «Божий дом» в Лионе был основан ещё в 542 году на территории современного района Старый Лион по указанию франкского короля Хильдеберта, прислушавшегося к мольбам лионского епископа. Однако тот «Отель-Дьё» не имеет никакого отношения к нынешнему.
Шесть веков спустя — в 1184 году в городском районе Прескиль, находящемся в междуречье Соны и Роны, у моста через Рону было возведено новое скромное здание на дюжину кроватей. Уход за пациентами взяли на себя братья-мостостроители — члены религиозного ордена бенедиктинского устава, занятые прежде всего строительством и содержанием мостов. В течение нескольких веков больница переходила из рук в руки, от одних католических организаций к другим, пока, наконец не была передана в 1334 году в управление лионскому эшевену.
С течением времени больница расширялась, здание многократно перестраивалось. В XVI веке «Отель-Дьё» был рассчитан уже на 180 кроватей (одна кровать — на трёх пациентов). С 1532 по 1535 годы в «Божьем доме» в качестве врача служил Франсуа Рабле — именно в эти годы он написал и опубликовал в лионском издательстве принёсший ему мировую славу роман «Гаргантюа и Пантагрюэль».
С 1635 года «Отель-Дьё» подвергся значительной перестройке: были возведены новые здания в форме креста и флигель к ним вдоль улицы Опиталь. Также появились капелла с двумя колокольнями. В 1748 году по проекту Жака-Жермена Суффло было построено новое главное здание с выходящим на Рону монументальным фасадом.
В 2011 году комплекс зданий лионского «Отель-Дьё» был признан историческим памятником. К 2015 году медицинские службы были полностью переведены в другие больничные учреждения и началась масштабная реновация и реставрация здания, проводимая частной компанией. После её окончания, запланированного на 2018 год, комплекс зданий «Отель-Дьё» общей площадью 51 500 м2 вместит в себя торговый центр, 5-звёздочный отель на 143 номера, офисный комплекс, 1 000 м2 жилой площади и международный гастрономический центр площадью 3 600 м2.

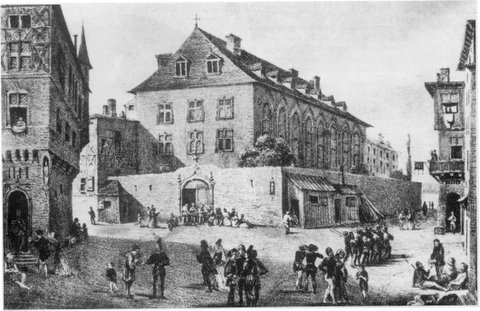
Во времена Рабле
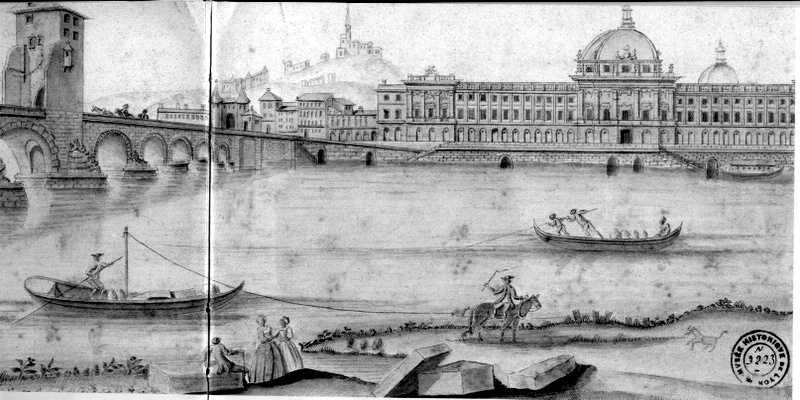
В XVIII веке
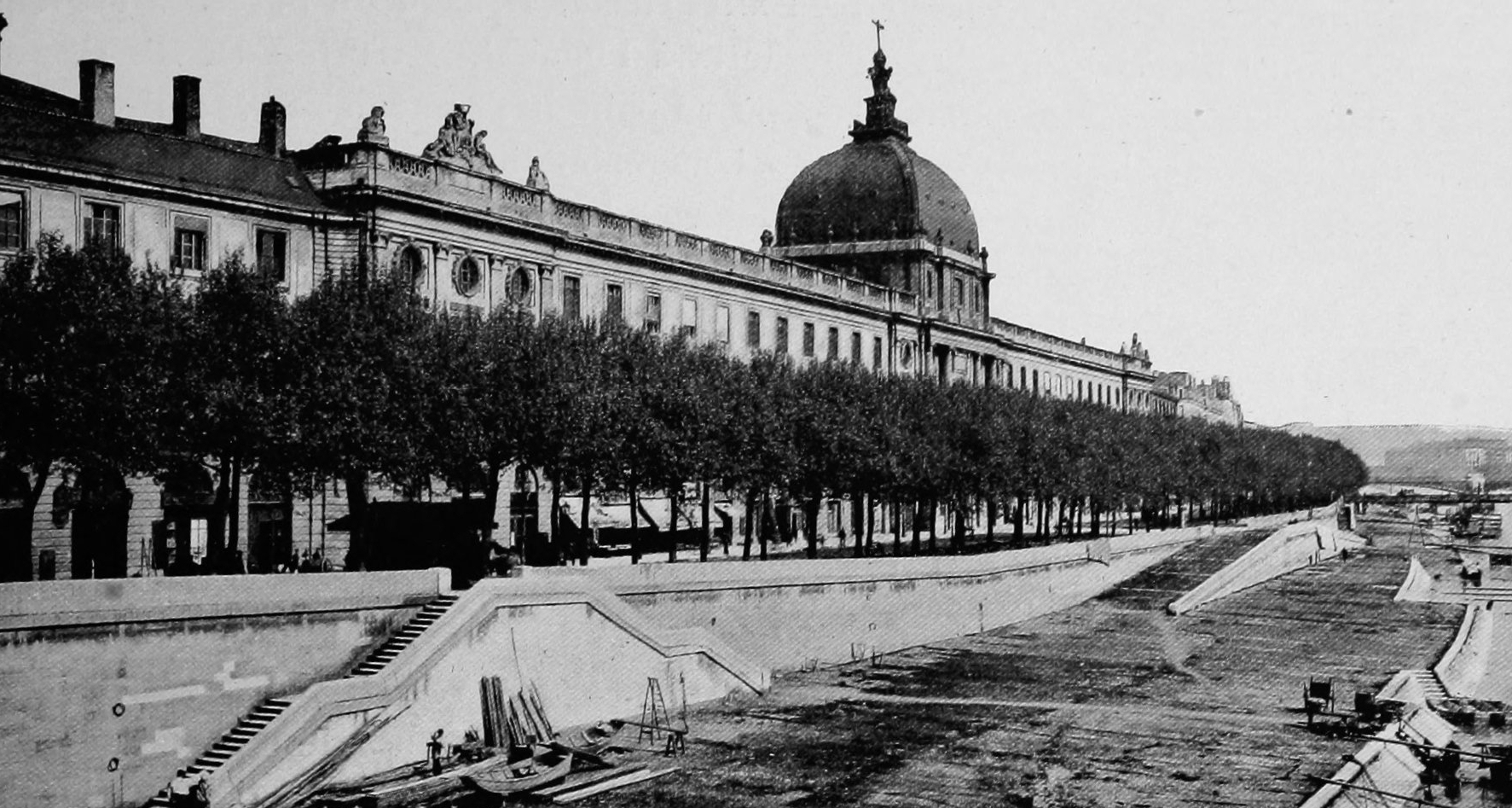
В 1902 году

## Архитектура

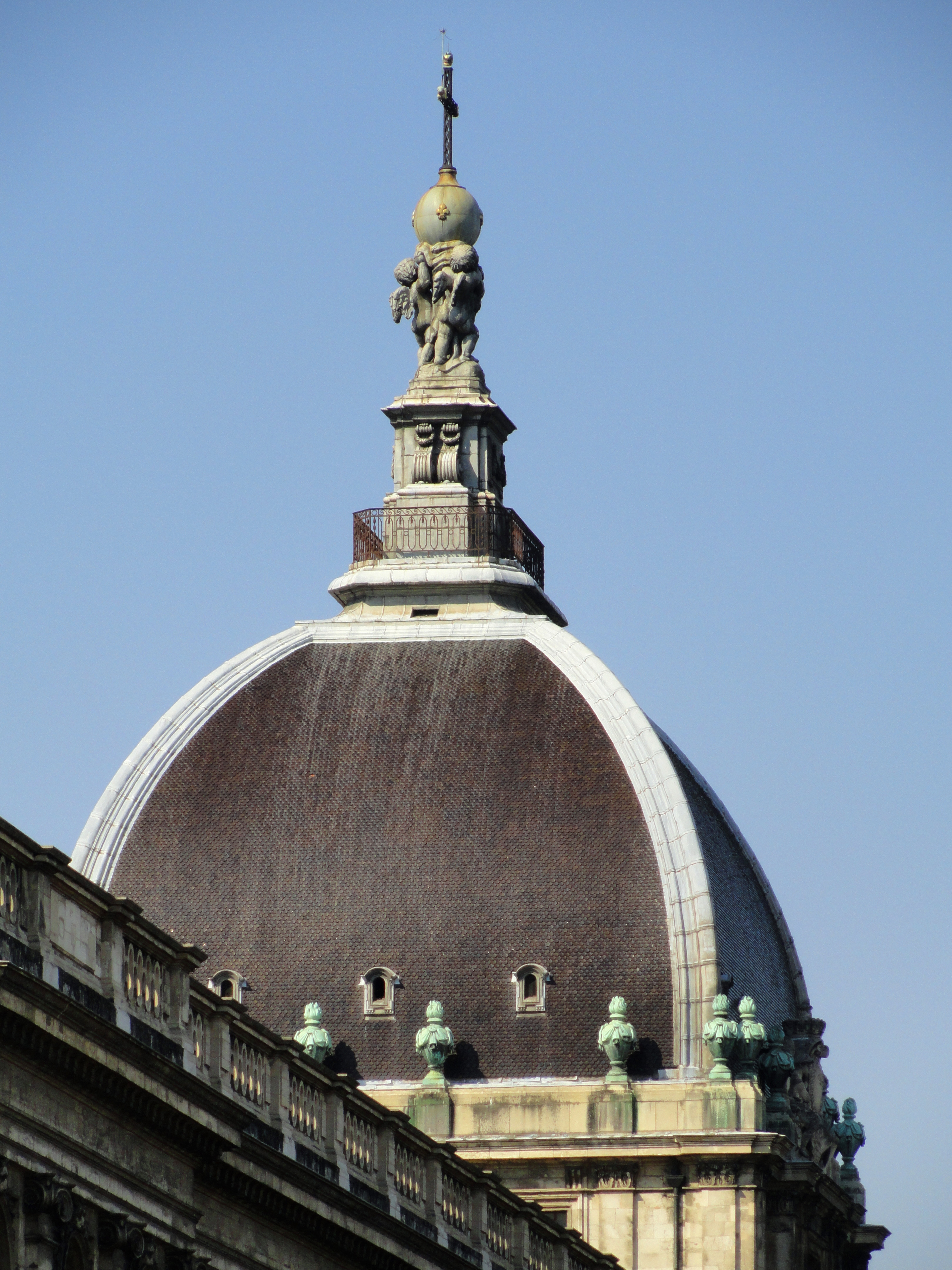
Большой купол

- Монументальный фасад (фр. Façade monumentale) — главный фасад комплекса зданий, выходящий на набережную Роны. Центральная часть фасада из белого камня возведена в 1748 году по проекту Жака-Жермена Суффло, в XIX веке к ней пристроены северное и южное крылья. Общая длина фасада — 375 метров. Главный вход украшен скульптурами короля Хильдеберта и его жены Ультроготы[1].
- Большой купол (фр. Grand dôme) венчает большой фасад. Построен в 1778 году под руководством архитекторов Туссена Луайе[фр.] и Мельшиора Мюне (фр. Melchior Munet) — учеников Суффло. Высота купола — 32 метра, а площадь — 300 м2. Вершину купола венчает скульптурное изображение трёх ангелов, держащих земной шар. Был разрушен во время Второй мировой войны в 1944 году и восстановлен в 1957-м[1].
- Малый купол (фр. Petit dôme) — построен мастером-каменщиком Жаком Бланом (фр. Jacques Blanc). Высота — 26 м. Венчает церковь, в которой служили мессы по больным. Под ним расположены два надгробия над обнаруженными при строительных работах могилами двух английских девушек бывшего здесь протестантского кладбища. Одна из них — Элизабет Темпл, дочь поэта Артура Юнга[1].
- Внутренние галереи (фр. Le cloître) были сооружены в начале XIX века под руководством Жана Деламонса[фр.] и его сына Фердинана[фр.]. К галерее примыкает единственная сохранившаяся со Средних веков стена, украшенная мраморными табличками с именами жертвователей[1].
- Часовня Богородицы милосердной (фр. Chapelle de Notre Dame de la Pitié) — построена в 1637—1655 годах по рисункам Антуана Ме (фр. Antoine May) и проекту Гильома Дюселе[фр.] в барочном стиле. На тимпане часовни находится скульптурная группа «Оплакивание Христа» Жозефа-Юга Фабиша[фр.]. В часовне имеется фреска Богородицы авторства Шарля Лебрена и скульптурная группа «Святое семейство» Шарля Дюфрена[1].
- Трапезная сестёр-госпитальерок (фр. Réfectoire de sœurs hospitalières) — старинное здание, дополненное в 1935 году витражами работы лионского мастера Люсьена Бегюля[фр.][1].
- Музей Богадельни (фр. Musée des Hospices Civils) — созданный в 1935 году музей, в котором выставлены в признанных историческими памятниками залах многочисленные экспонаты медицинского характера, а также подарки из частных коллекций бывших пациентов[1].

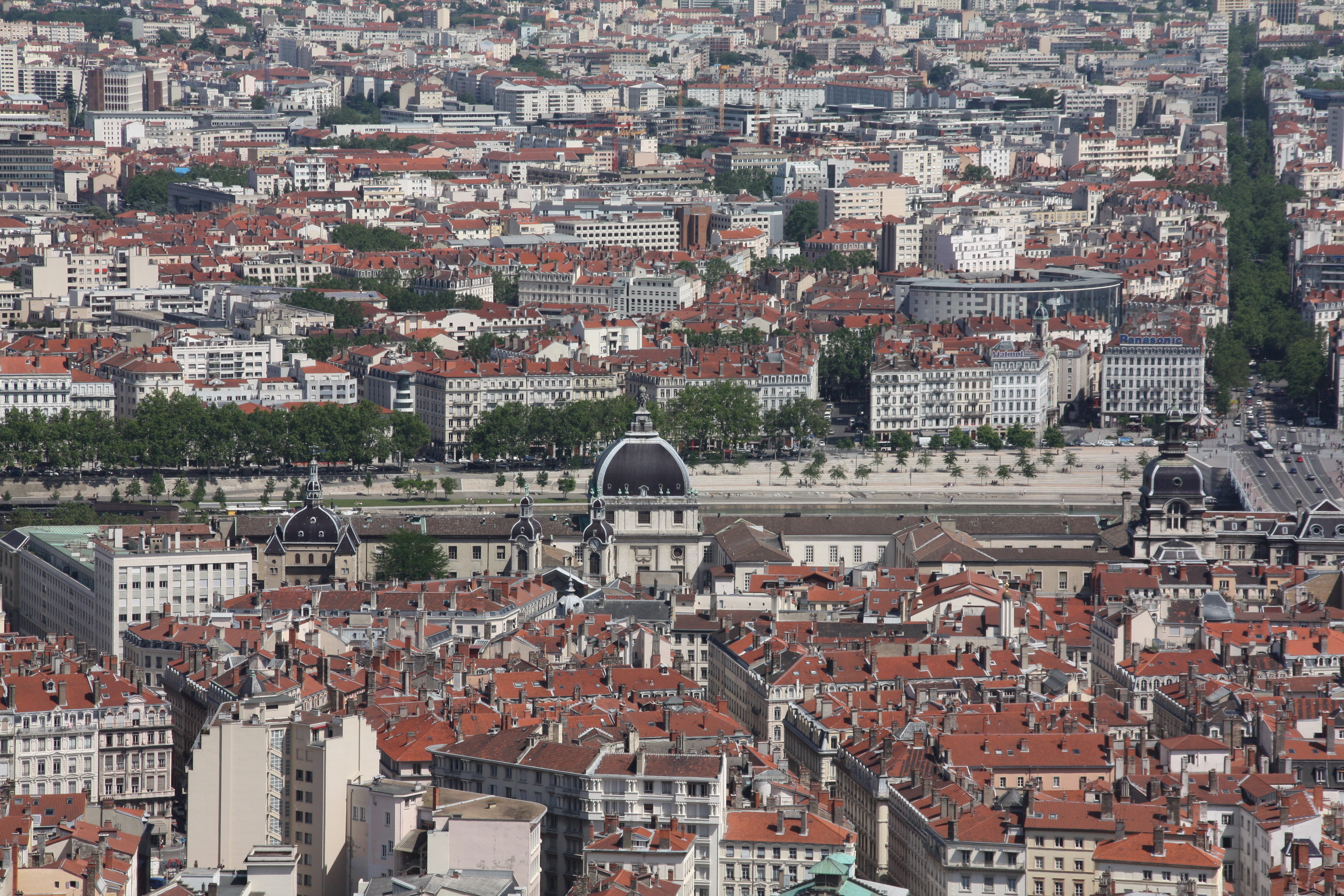
Вид на «Отель-Дьё» с холма Фурвьер
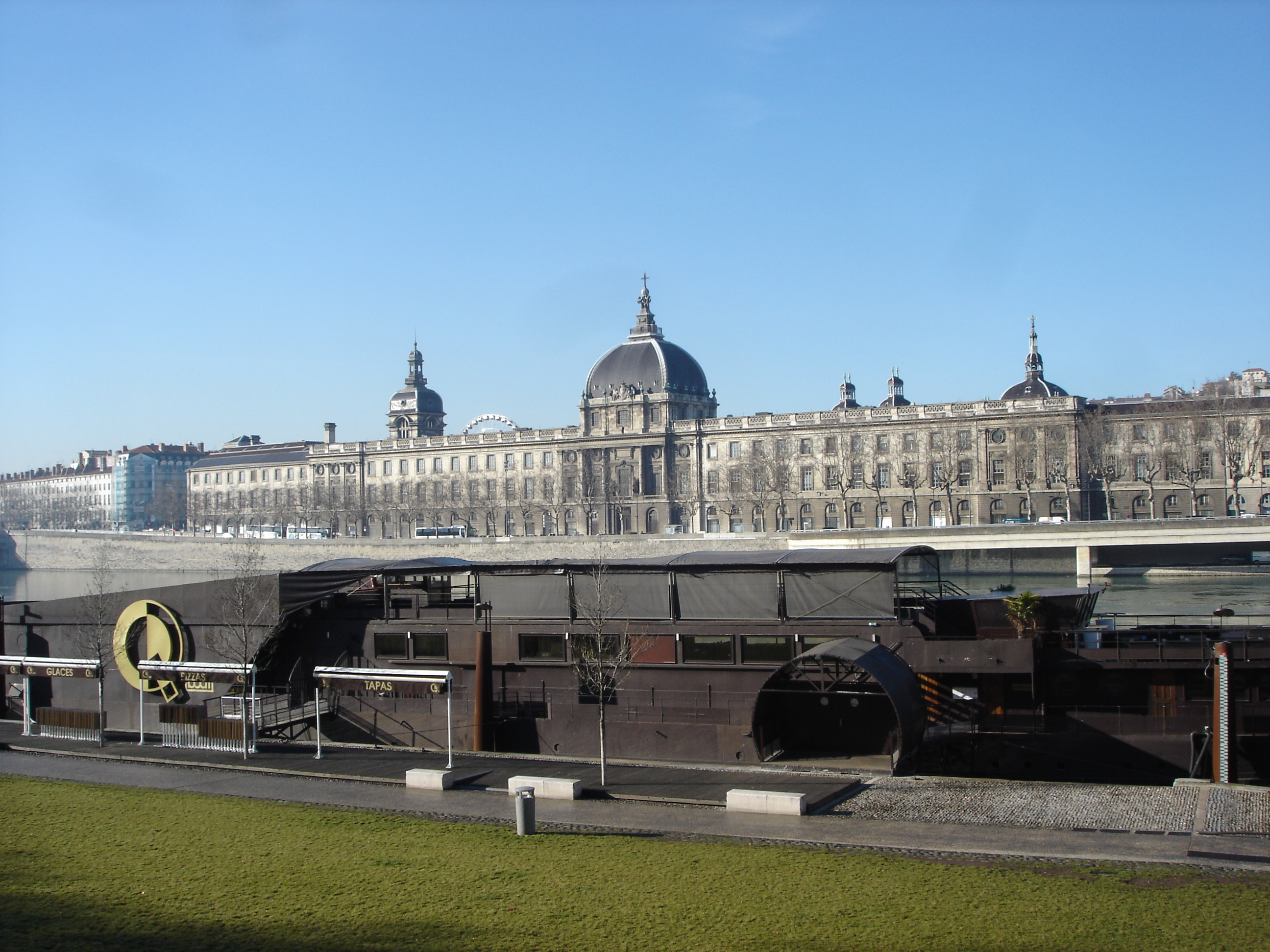
Вид с противоположного берега Роны
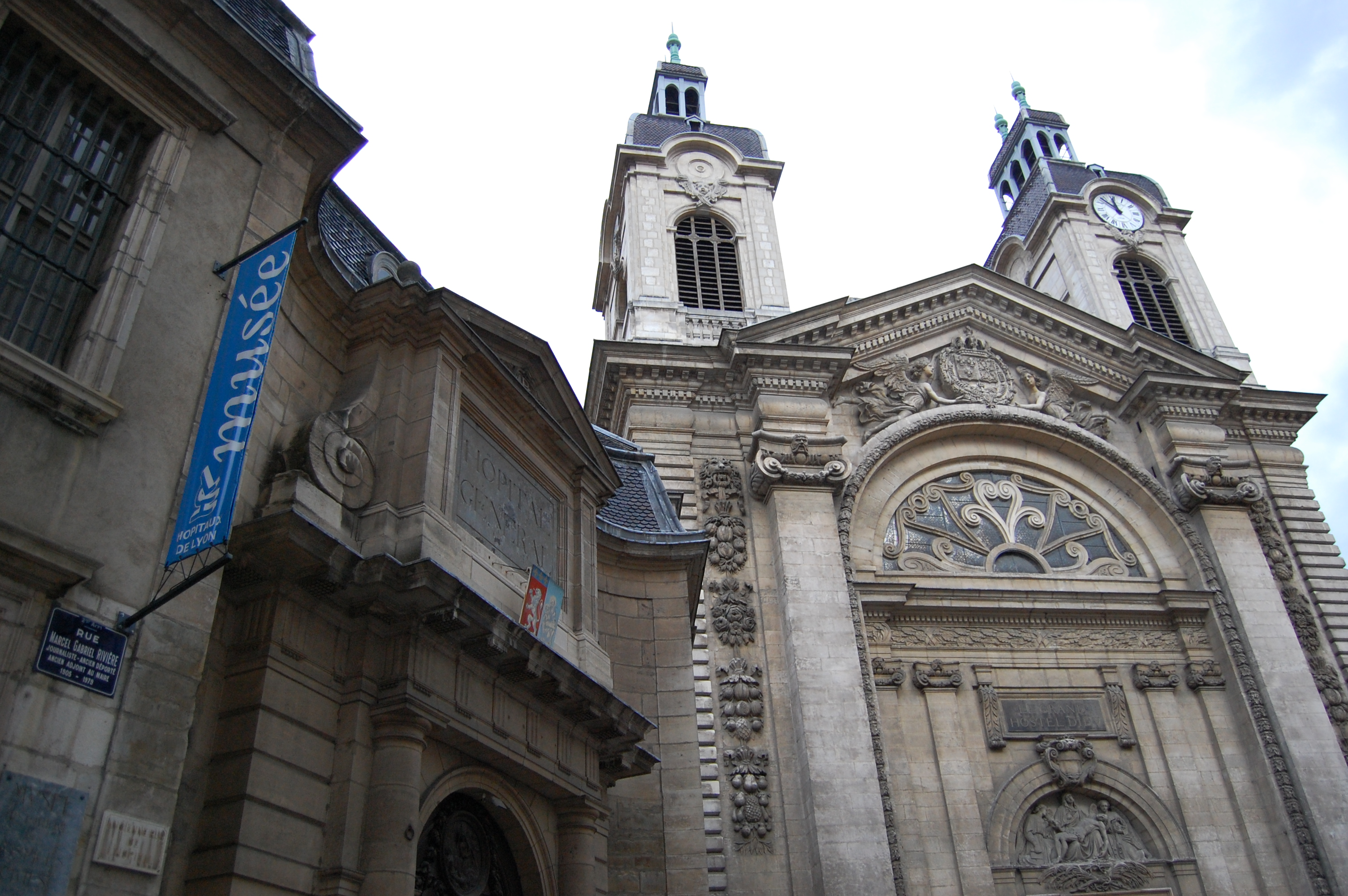
Капелла
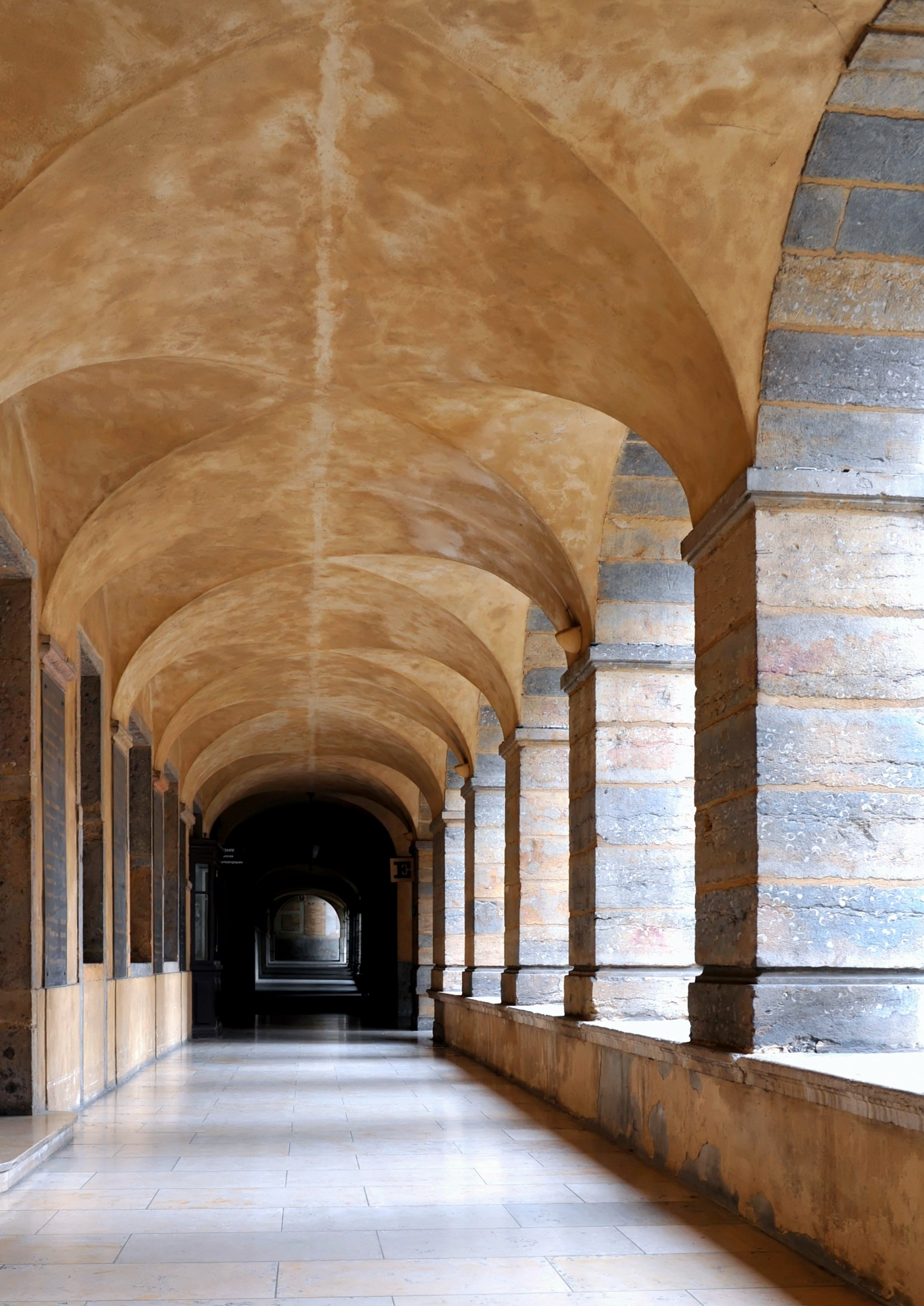
Галерея
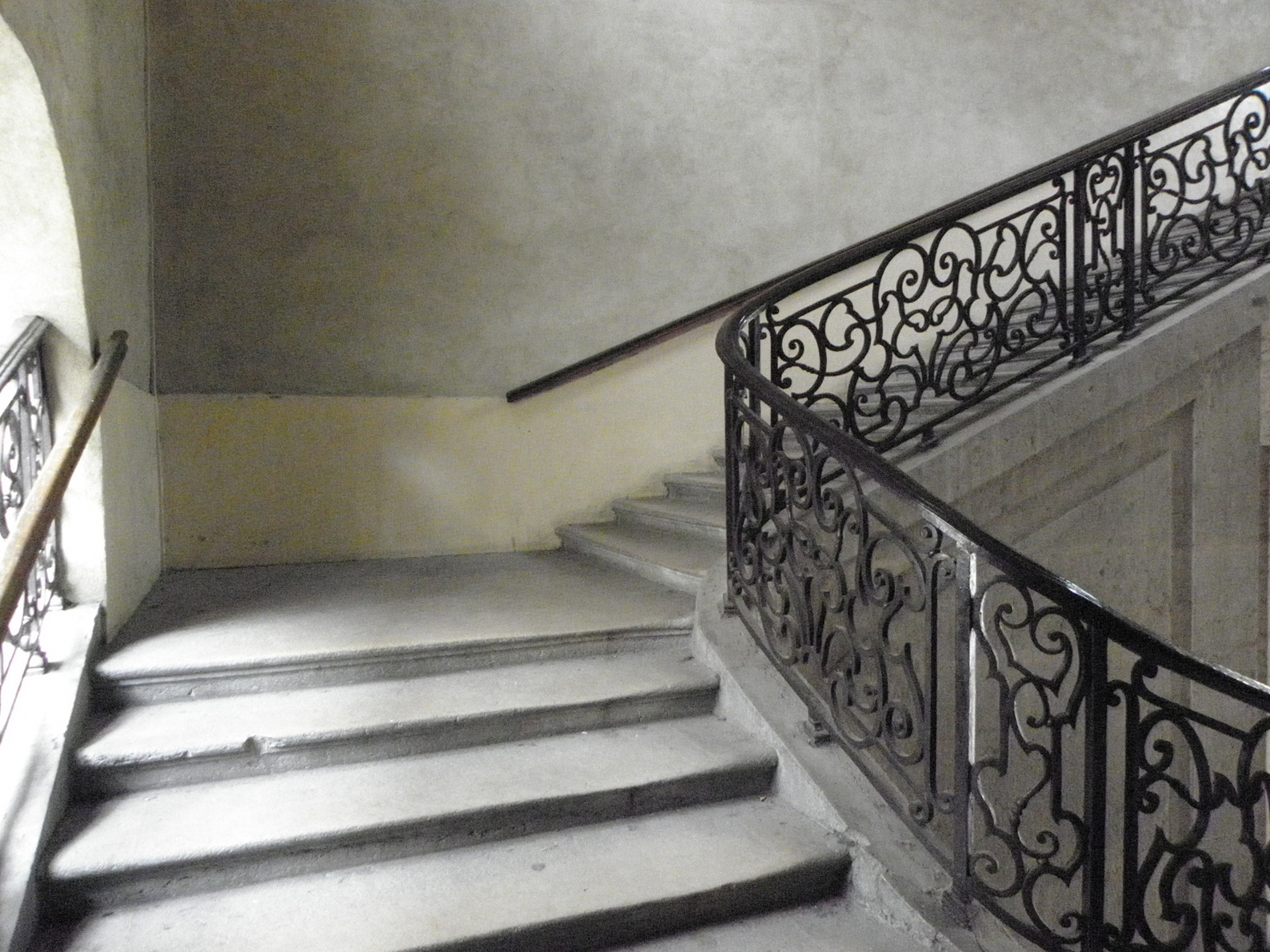
Лестница